# Gvozd
Gvozd (Servisch: Гвозд) is een gemeente in de Kroatische provincie Sisak-Moslavina.
Vrginmost telt 3779 inwoners. De oppervlakte bedraagt 212,4 km², de bevolkingsdichtheid is 17,8 inwoners per km².

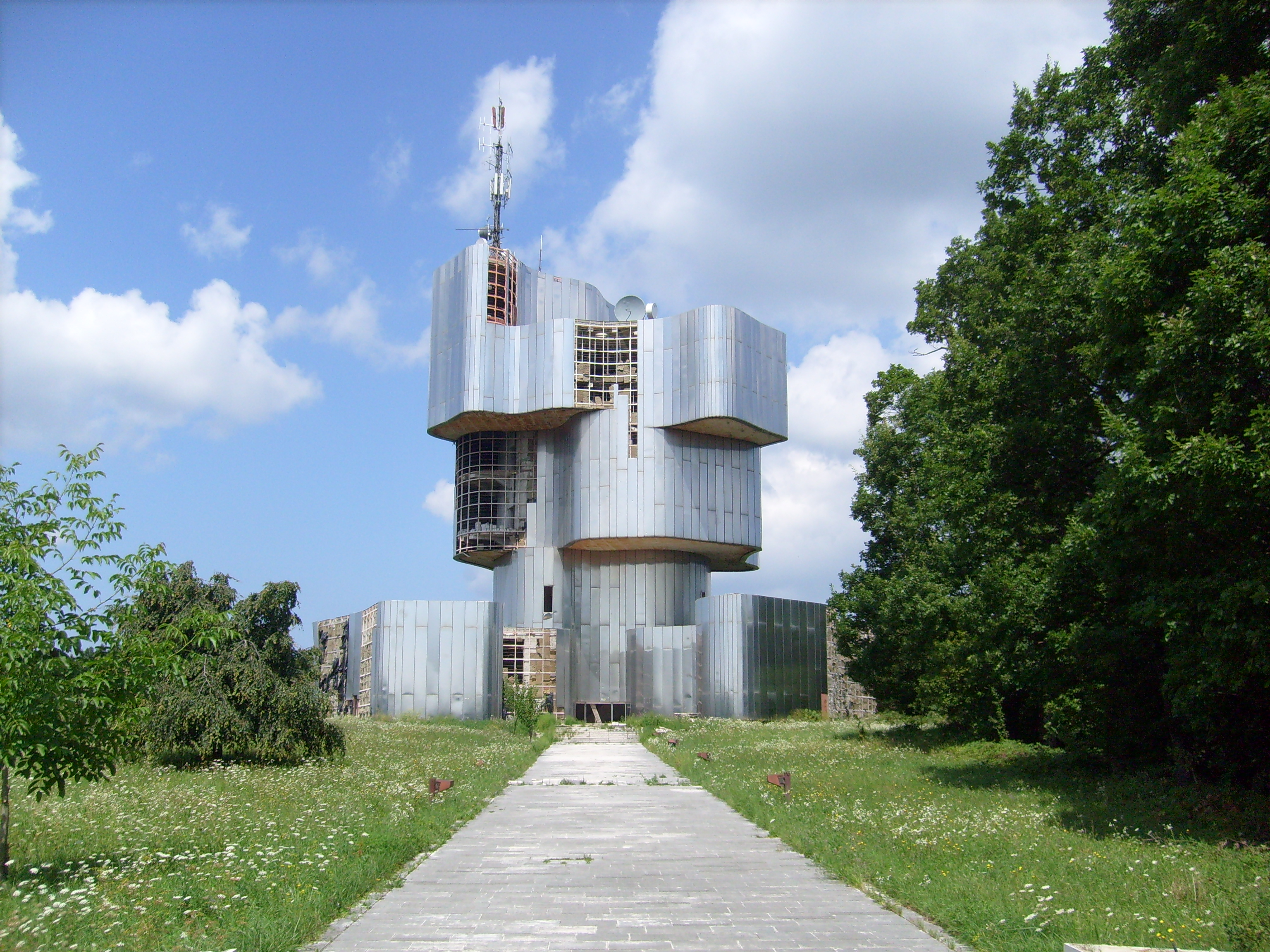
Monument

Steden (gradovi): Sisak · Glina · Hrvatska Kostajnica · Kutina · Novska · Petrinja

Gemeenten (općine): Donji Kukuruzari · Dvor · Gvozd · Hrvatska Dubica · Jasenovac · Lekenik · Lipovljani · Majur · Martinska Ves · Popovača · Sunja · Topusko · Velika Ludina